# 제1공병여단 (대한민국)
제1공병여단(第一工兵旅團)은 대한민국 육군 제1군단의 공병여단이다.

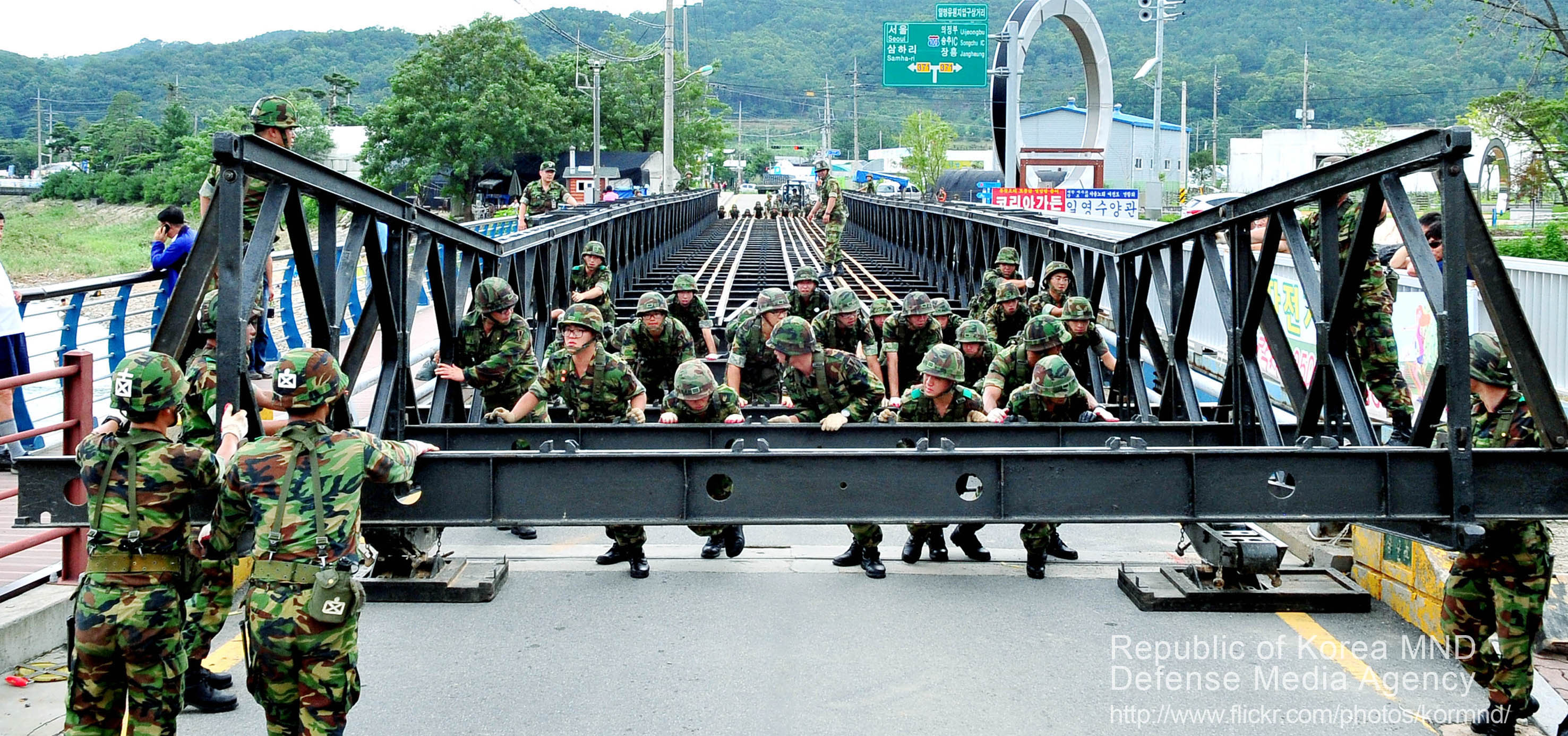
장간조립교 가설 중인 제1공병여단 장병들

## 같이 보기
- 제1군단 (대한민국)